# Bixad (Covasna)
Bixad (in ungherese Sepsibükszád) è un comune della Romania di 1929 abitanti, ubicata nel distretto di Covasna, nella regione storica della Transilvania.
Bixad è divenuto comune autonomo nel 2004, staccandosi dal comune di Malnaș.